# Paul Schmidt

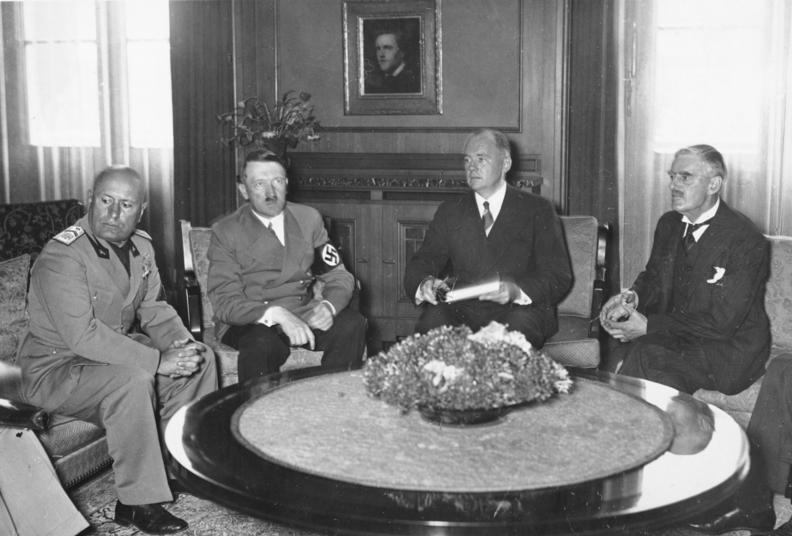
Mnichovská dohoda.

Paul Otto Gustav Schmidt (23. června 1899 Berlín – 21. dubna 1970 Gmund am Tegernsee, Západní Německo)  byl německý překladatel německého ministerstva zahraničí v letech 1923 až 1945. Během své kariéry působil jako překladatel pro jednání Nevilla Chamberlaina s Adolfem Hitlerem o Mnichovské dohodě.

## Raná léta
V letech 1917 a 1918 se účastnil první světové války, kde byl zraněn na západní frontě. Později studoval moderní jazyky v Berlíně a současně pracoval pro americkou novinovou agenturu. V roce 1921 absolvoval kurzy na ministerstvu zahraničí pro školení konferenčních tlumočníků, kde vynikal díky své dobré paměti. V červenci 1923 přijal svůj první úkol pro překladatelské a tlumočnické služby zahraničního úřadu u Stálého soudu pro mezinárodní spravedlnost v Haagu. Oženil se v roce 1925 a následující rok se mu narodil syna.

## Zahraniční kancelář
Po dalším studiu jazyků v Berlíně pracoval krátce v říšské cizojazyčné kanceláři. Od roku 1924 pracoval jako tlumočník na ministerstvu zahraničí. Tlumočil při jednání o Locarnských dohodách (1925) a účastnil se mnoha dalších významných mezinárodních konferencí. Působil jako tlumočník u Společnosti národů (1926–1933) a na londýnské hospodářské konferenci v roce 1933. Za říšského kancléře Gustava Stresemanna se stal hlavním tlumočníkem, což je pozice, kterou si udržel i po nástupu Adolfa Hitlera k moci v roce 1933 a zůstal hlavním tlumočníkem až do roku 1945. Na mnichovské konferenci překládal rozhovory Adolfa Hitlera s Nevillem Chamberlainem a také Édouardem Daladierem. Benito Mussolini hovořil plynně francouzsky, ale ne příliš dobrou němčinou. Přestože Mussolini nebyl v němčině tak dobrý, jak předstíral, vždy kvůli své chlubivé hrdosti odmítl na svých schůzkách s Hitlerem použít překladatele.
Během válečných let působil jako Hitlerův tlumočník během setkání s maršálem Philippe Pétainem a generálem Franciscem Francem. Dne 12. června 1941 byl překladatelem na summitu Hitlera s rumunským generálem Ionem Antonescem. Antonescu hovořil plynně francouzsky, ale Hitler nemluvil jiným jazykem než němčinou. Na summitu hovořil Antonescu francouzsky a své poznámky nechal překládat do němčiny Schmidtem, který také překládal Hitlerovy poznámky do francouzštiny (Schmidt neovládal rumunštinu).
V průběhu schůzky Hitler prostřednictvím Schmidta informoval Antonesca o plánované „vyhlazovací válce“, kterou má operace Barbarossa mít, a požádal Anonesca, aby vytvořil rumunský ekvivalent Einsatzgruppen, což je požadavek, s nímž Antonescu souhlasil. Izraelský historik Jean Ancel sarkasticky psal o Schmidtově tvrzení po roce 1945, že je pouhým „doplňkem na jevišti dějin“, že zde byl jistě příliš skromný, když bagatelizoval svou roli na summitu Hitler-Antonescu, který vedl k vyvraždění statisíců Židů. Schmidt nezmínil genocidní plány diskutované na schůzkách Hitler-Antonescu, ale vyvolával klamný dojem, že německo-rumunské rozhovory během války se týkaly výhradně vojenských a ekonomických záležitostí. K NSDAP se připojil v roce 1943.

## Poválečná léta
V květnu 1945 byl zatčen vojáky armády Spojených států amerických. V roce 1946 svědčil na Norimberském procesu, kde rozhovory s ním zaznamenal psychiatr Leon Goldensohn a později je publikoval. V roce 1947 svědčil za stíhání proti ředitelům IG Farben. V roce 1952 založil v Mnichově institut Sprachen & Dolmetscher Institut, kde se studenti vyučovali jazyky pro budoucí profesi překladatele a tlumočníka.

## Paměti
Schmidtova monografie s názvem Statist auf diplomatischer Bühne je pohledem očitého svědka evropské zahraniční politiky. Začínají jeho zkušenostmi z první světové války a především z první linie v Ludendorfovy ofenzívy v roce 1918 a pokračují v jeho práci pro německé kancléře před rokem 1933.
„Za ta léta jsem dospěl k přesvědčení, že dobrý diplomatický tlumočník musí mít tři charakteristiky: Nejdůležitější je, že paradoxně musí být schopen mlčet; musí být odborníkem v oboru, který překládá, a až na třetím místě je jeho zvládnutí jazyka, který překládá.“